# Quinindé (canton)
Quinindé est un canton d'Équateur situé dans la province d'Esmeraldas.